# Driedaagse De Panne - Koksijde 1992
La Driedaagse De Panne - Koksijde 1992, sedicesima edizione della corsa, si svolse dal 31 marzo al 2 aprile su un percorso di 539 km ripartiti in 3 tappe (la prima suddivisa in due semitappe), con partenza a Harelbeke e arrivo a De Panne. Fu vinta dall'olandese Frans Maassen della squadra Buckler davanti al russo Viatcheslav Ekimov e al francese Thierry Marie.

## Tappe
| Tappa  | Data      | Percorso                              | km  | Vincitore di tappa | Leader cl. generale |
| ------ | --------- | ------------------------------------- | --- | ------------------ | ------------------- |
| 1ª-1ª  | 31 marzo  | Harelbeke > Herzele                   | 96  | Dirk De Wolf       | Dirk De Wolf        |
| 1ª-2ª  | 31 marzo  | Herzele > Herzele (cron. individuale) | 17  | Thierry Marie      | Frans Maassen       |
| 2ª     | 1º aprile | Herzele > Koksijde                    | 231 | Mario Cipollini    | Frans Maassen       |
| 3ª     | 2 aprile  | De Panne > De Panne                   | 195 | Silvio Martinello  | Frans Maassen       |
| Totale | Totale    | Totale                                | 539 |                    |                     |

## Dettagli delle tappe

### 1ª tappa - 1ª semitappa
- 31 marzo: Harelbeke > Herzele – 96 km

| Pos. | Corridore     | Squadra  | Tempo    |
| ---- | ------------- | -------- | -------- |
| 1    | Dirk De Wolf  | Gatorade | 2h18'51" |
| 2    | Andrei Tchmil | MG Boys  | s.t.     |
| 3    | Frans Maassen | Buckler  | a 12"    |

| Pos. | Corridore    | Squadra  | Tempo |
| ---- | ------------ | -------- | ----- |
| 1    | Dirk De Wolf | Gatorade |       |

### 1ª tappa - 2ª semitappa
- 31 marzo: Herzele > Herzele (cron. individuale) – 17 km

| Pos. | Corridore     | Squadra   | Tempo  |
| ---- | ------------- | --------- | ------ |
| 1    | Thierry Marie | Castorama | 22'57" |
| 2    | Jelle Nijdam  | Buckler   | a 19"  |
| 3    | Uwe Raab      | PDM       | a 32"  |

| Pos. | Corridore     | Squadra | Tempo |
| ---- | ------------- | ------- | ----- |
| 1    | Frans Maassen | Buckler |       |

### 2ª tappa
- 1º aprile: Herzele > Koksijde – 231 km

| Pos. | Corridore       | Squadra  | Tempo    |
| ---- | --------------- | -------- | -------- |
| 1    | Mario Cipollini | MG Boys  | 5h37'25" |
| 2    | Johan Museeuw   | Lotto    | s.t.     |
| 3    | Adriano Baffi   | Ariostea | s.t.     |

| Pos. | Corridore     | Squadra | Tempo |
| ---- | ------------- | ------- | ----- |
| 1    | Frans Maassen | Buckler |       |

### 3ª tappa
- 2 aprile: De Panne > De Panne – 195 km

| Pos. | Corridore         | Squadra       | Tempo    |
| ---- | ----------------- | ------------- | -------- |
| 1    | Silvio Martinello | Mercatone Uno | 4h41'05" |
| 2    | Giovanni Fidanza  | Gatorade      | s.t.     |
| 3    | Marcel Wüst       | R.M.O.        | s.t.     |

| Pos. | Corridore          | Squadra   | Tempo     |
| ---- | ------------------ | --------- | --------- |
| 1    | Frans Maassen      | Buckler   | 13h01'02" |
| 2    | Viatcheslav Ekimov | Panasonic | a 24"     |
| 3    | Thierry Marie      | Castorama | a 44"     |

## Classifiche finali

### Classifica generale
| Pos. | Corridore          | Squadra                      | Tempo     |
| ---- | ------------------ | ---------------------------- | --------- |
| 1    | Frans Maassen      | Buckler                      | 13h01'02" |
| 2    | Viatcheslav Ekimov | Panasonic-Sportlife          | a 24"     |
| 3    | Thierry Marie      | Castorama                    | a 44"     |
| 4    | Johan Capiot       | TVM-Sanyo                    | a 1'02"   |
| 5    | Jelle Nijdam       | Buckler                      | a 1'03"   |
| 6    | Dirk De Wolf       | Gatorade                     | a 1'06"   |
| 7    | Uwe Raab           | PDM-Ultima-Concorde          | a 1'16"   |
| 8    | Rolf Aldag         | Helvetia- Fichtel & Sachs    | s.t.      |
| 9    | Eddy Schurer       | TVM-Sanyo                    | a 1'40"   |
| 10   | Andrei Tchmil      | MG Boys Maglificio-Technogym | a 1'43"   |